# Kew Bulletin
Le Kew Bulletin est une revue scientifique trimestrielle à comité de lecture sur la taxonomie et la conservation des plantes et des champignons publiée par Springer Science+Business Media au nom des Jardins botaniques royaux de Kew. Des articles sur la palynologie, la cytologie, l'anatomie, la phytogéographie et la phytochimie liés à la taxonomie sont également inclus,.
Le journal a été créé en 1887 sous le nom de Kew Bulletin of Miscellaneous Information par William Turner Thiselton-Dyer, alors directeur des Jardins botaniques royaux de Kew. Il cherchait à faciliter la communication entre les botanistes de Kew et des régions éloignées de l'Empire britannique et accordait la priorité à l'étude des informations d'importance économique.

## Résumé et indexation
La revue est résumée et indexée dans :
- Academic OneFile
- Biological Abstracts
- BIOSIS Previews
- CAB Abstracts
- CAB International
- Elsevier BIOBASE
- EMBiology
- Expanded Academic
- GeoRef
- Science Citation Index Expanded
- Scopus
- The Zoological Record